# Lijst van burgemeesters van Reiderland
Dit is een lijst van burgemeesters van de voormalige Nederlandse gemeente Reiderland in de provincie Groningen sinds haar ontstaan in 1990 uit de gemeenten Beerta, Finsterwolde en Nieuweschans. In 2010 is Reiderland met de gemeenten Scheemda en Winschoten opgegaan in de nieuwe gemeente Oldambt.
| Ambtsperiode                      | Naam burgemeester    | Partij of stroming | Bijzonderheden                                                             |
| --------------------------------- | -------------------- | ------------------ | -------------------------------------------------------------------------- |
| 1990 - 1997                       | Wim Cornelis         | PvdA               | Was wethouder van Ten Boer, werd burgemeester van Opsterland               |
| 1 juli 1997 - 1 januari 1998      | John te Loo          | PvdA               | waarnemend burgemeester, oud-burgemeester van Leeuwarden                   |
| 1998 - 1 april 2001               | Ab Meijerman         | PvdA               | Werd burgemeester van Veendam                                              |
| april 2001 - september 2001       | Jan Jonkers          | PvdA               | waarnemend                                                                 |
| 1 september 2001 - 1 januari 2007 | Bart Horseling       | PvdA               | Was wethouder van Weesp, werd aldaar burgemeester                          |
| 1 maart 2007 - 31 december 2009   | L.P.A. (Lo) van Kats | PvdA               | waarnemend burgemeester, oud-griffier van Provinciale Staten van Groningen |